# Jesse L. Martin
Jesse L. Martin (nato Jesse Lamont Watkins; Rocky Mount, 18 gennaio 1969) è un attore teatrale, cantante e attore televisivo statunitense, conosciuto per il ruolo di Tom Collins nel musical Rent e nell'adattamento cinematografico Rent, oltre a quello del detective Ed Green in Law & Order e di Joe West nella serie televisiva The Flash.

## Biografia
Terzo di cinque figli, è nato a Rocky Mount, Virginia. Suo padre, Jesse Reed Watkins (1943-2003), un uomo bianco, si occupava di trasporti. Sua madre, Virginia Price (afroamericana) era un consigliera del college; i genitori divorziarono quando era un bambino. La madre si è successivamente risposata e i figli hanno adottato il cognome del patrigno (Martin). Quando Martin era alle elementari, la famiglia si trasferì a Buffalo, New York. A causa del suo accento del sud, che lo imbarazzava, e della sua timidezza, Jesse iniziò ad avere difficoltà nel parlare. Un insegnante prese a cuore il problema e lo spinse ad aderire a un programma di teatro che si teneva dopo la scuola. Gli fu assegnata la parte di un pastore in The Golden Goose. Essendo della Virginia, il giovane Martin interpretò il personaggio nell'unico modo che conosceva: come un ispirato predicatore battista del sud. Lo spettacolo fu un successo, e Martin emerse dal suo guscio.  In seguito frequentò l'Accademia per le Arti Visive e dello spettacolo di Buffalo, dove fu votato "Most Talented" nella sua categoria. Successivamente s'iscrisse al "Tisch School of the Arts Theatre Program" della New York University. Martin è conosciuto soprattutto per il ruolo di Tom Collins in "Rent", in quello del detective Ed Green in Law & Order - I due volti della giustizia e del detective West nella serie tv The Flash.
Ha partecipato al telefilm Ally McBeal interpretando un medico che viene difeso da Ally a un processo, poi compare in altre puntate come fidanzato della protagonista.

## Filmografia parziale

### Cinema
- Restaurant, regia di Eric Bross (1998)
- Season of Youth, regia di Eric Perlmutter (2003)
- Rent, regia di Chris Columbus (2005)
- The Cake Eaters - Le vie dell'amore (The Cake Eaters), regia di Mary Stuart Masterson (2007)
- Peter and Vandy, regia di Jay DiPietro (2009)
- Puncture, regia di Adam Kassen e Mark Kassen (2011)
- Joyful Noise - Armonie del cuore (Joyful Noise), regia di Todd Graff (2012)

### Televisione
- New York Undercover - serie TV, 2 episodi (1995,1998)
- Una vita da vivere (One Life to Live) - serie TV, 1 episodio (1995)
- 413 Hope Street - serie TV, 10 episodi (1997)
- Ally McBeal – serie TV, 12 episodi (1998-1999)
- In fondo al mio cuore (Deep in My Heart), regia di Anita W. Addison – film TV (1999)
- Law & Order - I due volti della giustizia (Law & Order) - serie TV, 198 episodi (1999-2008)
- Law & Order - Unità vittime speciali (Law & Order: Special Victims Unit) – serie TV, 2 episodi (1999-2000)
- X-Files (The X-Files) – serie TV, 6x19 (1999)
- Law & Order: Criminal Intent - serie TV, episodio 1x07 (2001)
- A Christmas Carol, regia di Arthur Allan Seidelman - film TV (2004)
- Law & Order - il verdetto  (Law & Order: Trial by Jury) – serie TV, 1 episodio 1x08 (2005)
- Andy Barker, P.I. – serie TV, 1 episodio (2007)
- The Philanthropist – serie TV, 8 episodi (2009)
- Smash – serie TV, 9 episodi (2013)
- The Flash – serie TV, 136 episodi (2014-2023)
- Sofia la principessa (Sofia the First) - serie animata, 2 episodi (2016-2017) - voce
- Supergirl - serie TV, episodio 3x08 (2017)
- The Irrational - serie TV, 24 episodi (2023-in corso)

## Teatro
- L'ispettore generale (1994)
- Rent (1996)
- Bright Lights Big City

## Doppiatori italiani
Nelle versioni in italiano dei suoi film, Jesse Martin è stato doppiato da:
- Alberto Angrisano in The Flash, Supergirl, The Irrational
- Edoardo Nordio in Law & Order - Unità vittime speciali (ep. 1x03), X-Files
- Paolo Buglioni in Law & Order - I due volti della giustizia
- Gianluca Machelli in Ally McBeal
- Gaetano Varcasia in Law & Order - Unità vittime Speciali (ep. 1x15)
- Gianluca Iacono in Law & Order - Criminal Intent
- Roberto Draghetti in Rent
- Antonio Palumbo in Law & Order - Il verdetto
- Massimiliano Lotti in The Philantropist